# Renfe série 313 & CP série 1320
La série 313 de la Renfe est une série de 50 locomotives Diesel-électriques de 743 kW, pouvant rouler à 120 km/h. Elles ont été fabriquées par Euskalduna entre 1965 et 1967. La série était à l'origine dénommée série 1300.
Elles ont été affectées tant à la traction de trains de passagers que de trains de marchandises, principalement sur les lignes d'Andalousie, notamment sur le trajet Almería - Linares-Baeza. De par leur faible poids à l'essieu, elles sont bien adaptées aux lignes dont les viaducs ne supportent pas de fortes charges. C'est ainsi qu'elles ont été affectées à la traction des trains de minerai en provenance des mines du Marquesado.
Actuellement diverses locomotives ont été acquises par des entreprises assurant la maintenance des voies, comme sur la ligne Ponferrada - Villablino.

## Série 1320 des CP
En 1985, 18 locomotives ont été rachetées à la Renfe par les CP où elles constituent la série 1320.